# Abraham Nava
Abraham Nava Valay (ur. 23 stycznia 1964 w mieście Meksyk) – meksykański piłkarz występujący na pozycji środkowego obrońcy.

## Kariera klubowa
Nava pochodzi ze stołecznego miasta Meksyk i jest wychowankiem tamtejszego zespołu Pumas UNAM. W jego barwach zadebiutował w meksykańskiej Primera División – 4 maja 1985 w przegranym 0:3 spotkaniu z Leónem. Premierowego gola w najwyższej klasie rozgrywkowej strzelił 3 października 1987 w zremisowanej 1:1 konfrontacji z Cruz Azul. W swoim debiutanckim sezonie – 1984/1985 – wywalczył z Pumas wicemistrzostwo Meksyku i osiągnięcie to powtórzył w rozgrywkach 1987/1988. Rok później triumfował ze swoją ekipą w Pucharze Mistrzów CONCACAF i doszedł do finału Copa Interamericana, natomiast w sezonie 1990/1991 jedyny raz w karierze zdobył mistrzostwo kraju. Barwy Pumas reprezentował przez niemal siedem lat, będąc przeważnie podstawowym graczem zespołu i zdobywając w tym czasie 14 bramek w 181 ligowych meczach.
Latem 1991 Nava został zawodnikiem innej stołecznej ekipy – Club Necaxa. W Necaxie występował w sumie przez trzy kolejne sezony, regularnie wybiegając na boiska w wyjściowej jedenastce, jednak już do końca swojej kariery nie potrafił nawiązać do sukcesów odnoszonych z Pumas. W lipcu 1994 przeszedł do CF Monterrey, gdzie spędził dwa lata, po czym powrócił do swojego macierzystego klubu Pumas UNAM. Karierę zakończył w wieku 34 lat, pełniąc funkcję rezerwowego w drużynie Toros Neza.

## Kariera reprezentacyjna
W 1983 roku Nava został powołany do reprezentacji Meksyku U–20 na Młodzieżowe Mistrzostwa Świata w Meksyku. Ekipa gospodarzy nie wyszła wówczas z grupy, natomiast sam zawodnik rozegrał jedno spotkanie w roli rezerwowego.
W seniorskiej reprezentacji Meksyku Nava zadebiutował w 1991 roku. Dwa lata później znalazł się w ogłoszonym przez selekcjonera Miguela Mejíę Baróna składzie na turniej Copa América. Debiutujący wówczas w tych rozgrywkach Meksykanie zdołali dotrzeć aż do finału, przegrywając w nim 1:2 z Argentyną. Kilka tygodni później Nava został powołany na Złoty Puchar CONCACAF, gdzie z kolei wywalczył z Meksykiem mistrzostwo. Swój bilans reprezentacyjny zamknął na dziewięciu rozegranych spotkaniach, w których nie strzelił ani jednej bramki.